# Lamyctes omissus
Lamyctes omissus är en mångfotingart som beskrevs av Kraus 1957. Lamyctes omissus ingår i släktet Lamyctes och familjen fåögonkrypare.
Artens utbredningsområde är Peru. Inga underarter finns listade i Catalogue of Life.